# Avdija Vršajević
Avdija Vršajević (Doboj, 6 de marzo de 1986) es un futbolista bosnio que juega en la demarcación de defensa y se encuentra sin equipo tras abandonar el N. K. Čelik Zenica.

## Biografía
En 2003, con 17 años de edad, debutó como futbolista en el NK TOŠK. También jugó en el FK Željezničar Sarajevo y NK Čelik Zenica, hasta que en 2007 se fue al AC Sparta Praga de la República Checa. Después se fue en calidad de cedido al SK Kladno y al FC Tatran Prešov de Eslovaquia. Hasta que un año después se fue finalmente traspasado al equipo eslovaco. Tras jugar nuevamente en el NK Čelik Zenica fichó por el HNK Hajduk Split croata en 2012, con el que ganó la Copa de Croacia en 2013. Tras tres años en el club croata, finalmente en 2015 fichó por el Osmanlıspor FK turco, con el que llegó a jugar once partidos de la Liga Europa de la UEFA 2016-17.

## Selección nacional
Debutó con la selección de fútbol de Bosnia-Herzegovina el 7 de septiembre de 2012 contra la selección de fútbol de Liechtenstein en un partido de clasificación para la Copa Mundial de Fútbol de 2014.
Luego de ser incluido en la lista preliminar de 24 jugadores en mayo de 2014, Vršajević fue confirmado el 2 de junio en la lista final de 23 que representaron a Bosnia y Herzegovina en la Copa Mundial de Fútbol de 2014. Su primer gol con la selección lo anotó en el mundial contra Irán el 25 de junio de 2014 en un encuentro que finalizó con un resultado de 1-3 a favor del combinado bosnio tras los goles de Edin Džeko, Miralem Pjanić y el propio Vršajević por parte de Bosnia y Herzegovina, y de Reza Ghoochannejhad para el combinado iraní. En 2017 jugó un partido de clasificación para la Copa Mundial de Fútbol de 2018, donde anotó su segundo gol con la selección, esta vez contra Gibraltar, tras los goles de Ermin Bičakčić, Edin Višća, un doblete de Vedad Ibišević y otro de Vršajević.

### Participaciones en Copas del Mundo
| Mundial                        | Sede   | Resultado    |
| ------------------------------ | ------ | ------------ |
| Copa Mundial de Fútbol de 2014 | Brasil | Primera fase |

### Goles internacionales
| # | Fecha               | Estadio                                     | Oponente  | Gol | Resultado | Competición                           |
| - | ------------------- | ------------------------------------------- | --------- | --- | --------- | ------------------------------------- |
| 1 | 25 de junio de 2014 | Arena Fonte Nova, Salvador de Bahía, Brasil | Irán      | 1-3 | 1-3       | Copa Mundial de Fútbol de 2014        |
| 2 | 25 de marzo de 2017 | Bilino Polje, Zenica, Bosnia y Herzegovina  | Gibraltar | 3-0 | 5-0       | Clasificación para el Mundial de 2018 |

## Clubes
| Club                         | País                 | Año       | Partidos | Goles |
| ---------------------------- | -------------------- | --------- | -------- | ----- |
| NK TOŠK                      | Bosnia y Herzegovina | 2003-2004 | ¿?       | ¿?    |
| F. K. Željezničar Sarajevo   | Bosnia y Herzegovina | 2004-2005 | 26       | 2     |
| N. K. Čelik Zenica           | Bosnia y Herzegovina | 2005-2007 | 41       | 5     |
| A. C. Sparta Praga           | República Checa      | 2007-2008 | 0        | 0     |
| S. K. Kladno (cedido)        | República Checa      | 2008      | 18       | 1     |
| F. C. Tatran Prešov (cedido) | Eslovaquia           | 2008      | 10       | 1     |
| F. C. Tatran Prešov          | Eslovaquia           | 2009-2011 | 70       | 3     |
| N. K. Čelik Zenica           | Bosnia y Herzegovina | 2011-2012 | 21       | 3     |
| H. N. K. Hajduk Split        | Croacia              | 2012-2015 | 56       | 3     |
| Osmanlıspor F. K.            | Turquía              | 2015-2018 | 83       | 0     |
| Akhisar Belediyespor         | Turquía              | 2018-2021 | 75       | 1     |
| Ümraniyespor                 | Turquía              | 2021-2022 | 43       | 1     |
| F. K. Sarajevo               | Bosnia y Herzegovina | 2022-2023 | 5        | 0     |
| N. K. Čelik Zenica           | Bosnia y Herzegovina | 2024      | 0        | 0     |

## Palmarés

### Campeonatos nacionales
| Título               | Club                  | País    | Año  |
| -------------------- | --------------------- | ------- | ---- |
| Copa de Croacia      | H. N. K. Hajduk Split | Croacia | 2013 |
| Supercopa de Turquía | Akhisar Belediyespor  | Turquía | 2018 |